# Little Italy (New York City)

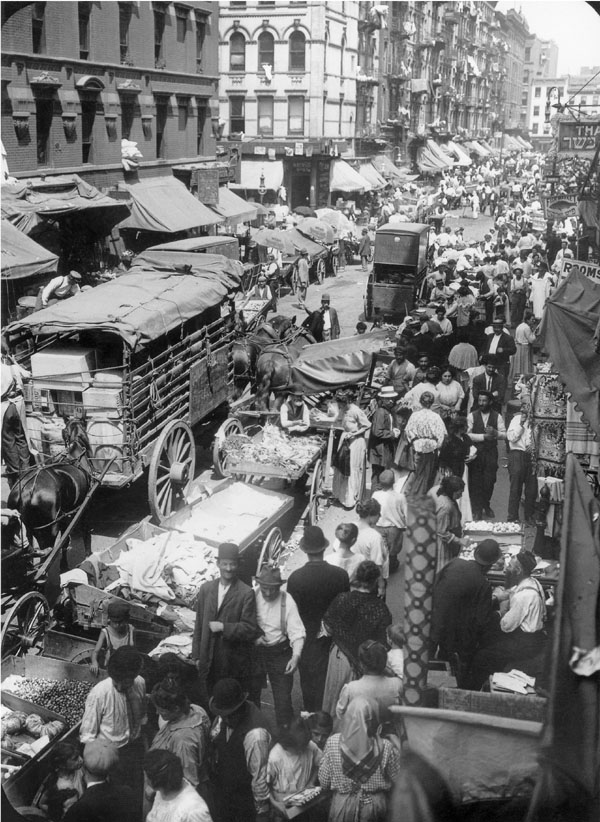
New York City, Hester Street um 1903 (Little Italy)

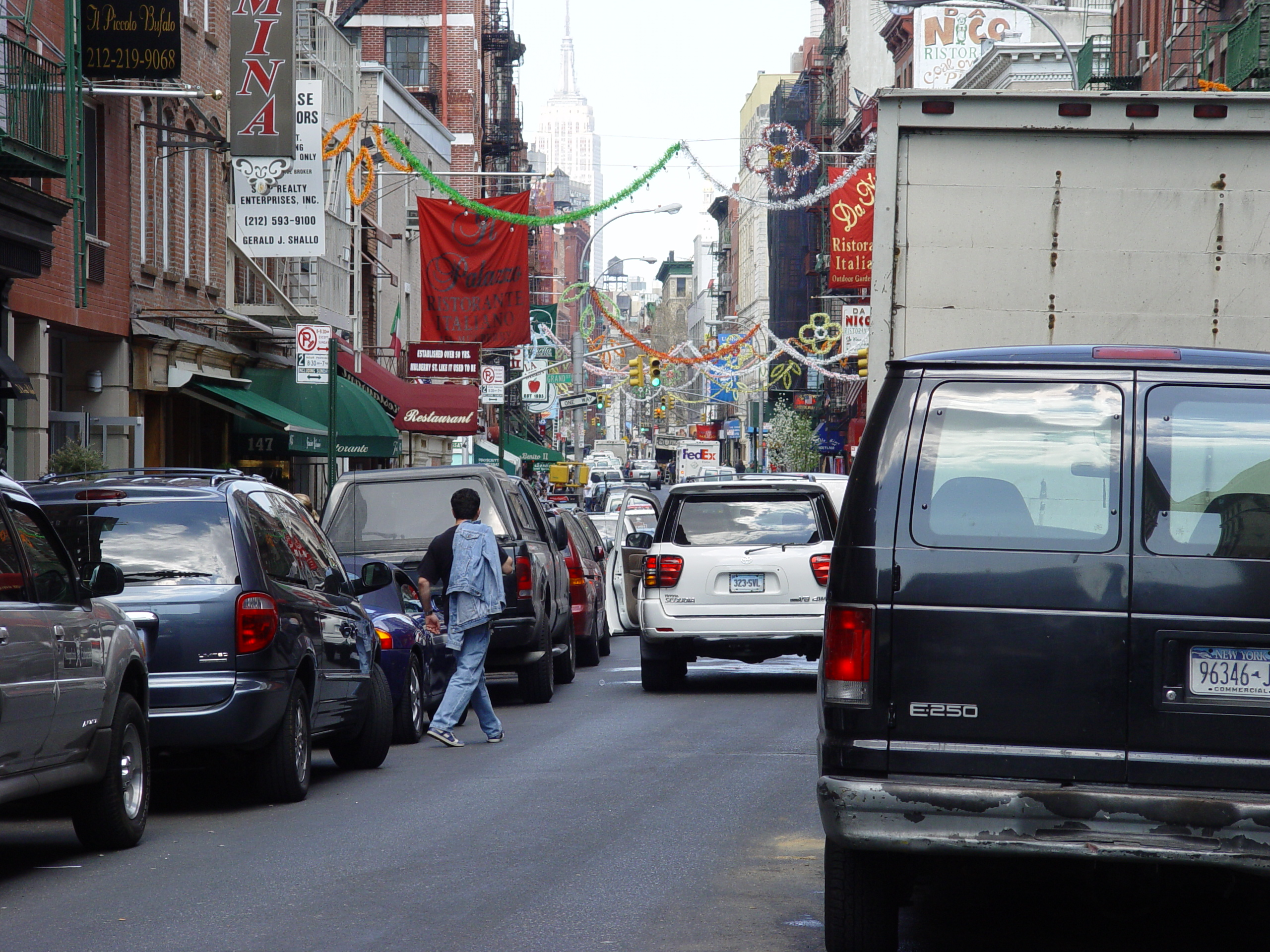
Little Italy 2005

Unter Little Italy verstehen die New Yorker das frühere italienische Stadtviertel in Manhattan in den USA.

## Beschreibung
Im 20. Jahrhundert lebten in Little Italy 40.000 Süditaliener, meist in engen, schmuddeligen Mietshäusern, die 17 Blocks rund um die Mulberry-Street umfassten. Die Häuser waren so dicht aneinandergebaut, dass die unteren Stockwerke kaum Licht bekamen. Häufig griff die Tuberkulose um sich und forderte viele Opfer. Auch das organisierte Verbrechen, die Mafia oder Cosa Nostra, hatten großen Zulauf im Viertel. Seit Beginn des 20. Jahrhunderts lösten sich die ethnischen Viertel in New York wie Little Italy oder Little Germany allmählich auf, da die Nachkommen der Einwanderer wohlhabender wurden und in höherwertige Stadtviertel zogen. Laut der Volkszählung 2010 sind nur noch rund 5 % der Bewohner Little Italys italienischstämmig. Zudem sind alle diese erfassten Personen in den Vereinigten Staaten geboren. Die Italoamerikaner wurden weitestgehend von der chinesischen Volksgruppe verdrängt.
Heute findet man Little Italy nur noch in der Mullberry Street und in der Grand Street. Am Tag des heiligen Januarius, der Festa di San Gennaro, findet jedes Jahr am 19. September ein großes Fest statt. Während der Feierlichkeiten, die insgesamt 10 Tage dauern, wird die Mulberry Street in Via San Gennaro umbenannt und die Reliquie feierlich durch die Straßen getragen.
Die New Yorker schätzen das italienische Viertel vor allem wegen des preiswerten italienischen Essens.

## Bekannte Personen
- Die Berufsverbrecher Ignazio "The Wolf" Lupo, Michele "Big Mike" Miranda, Peter DeFeo, Matthew "Matty the Horse" Ianniello und John Gotti (Boss der Gambino-Familie) arbeiteten von Little Italy aus.
- Martin Scorsese, Mario Puzo und Robert De Niro sind in Little Italy aufgewachsen.

## Weitere italoamerikanische Stadtteile
- In Manhattan: East Harlem (Italian Harlem)
- In der Bronx: Little Italy of the Bronx inkl. Morris Park und Pelham Bay
- In Brooklyn: Bensonhurst, Bay Ridge, Dyker Heights, Bath Beach, South Brooklyn
- In Queens: Howard Beach, Ozone Park, Middle Village
- Staten Island: Kein anderer Borough hat in den USA einen derartig starken Anteil von Italoamerikanern

## In der Kultur
- Little Italy war Schauplatz eines Teils des Romans Der Pate (1969) von Mario Puzo, der als Vorlage für die Spielfilme Der Pate (1972), Der Pate – Teil II (1974) und Der Pate III (1990) diente.
- Little Italy spielt im Computerspiel Grand Theft Auto IV (2008) eine Rolle.